# Operațiune militară

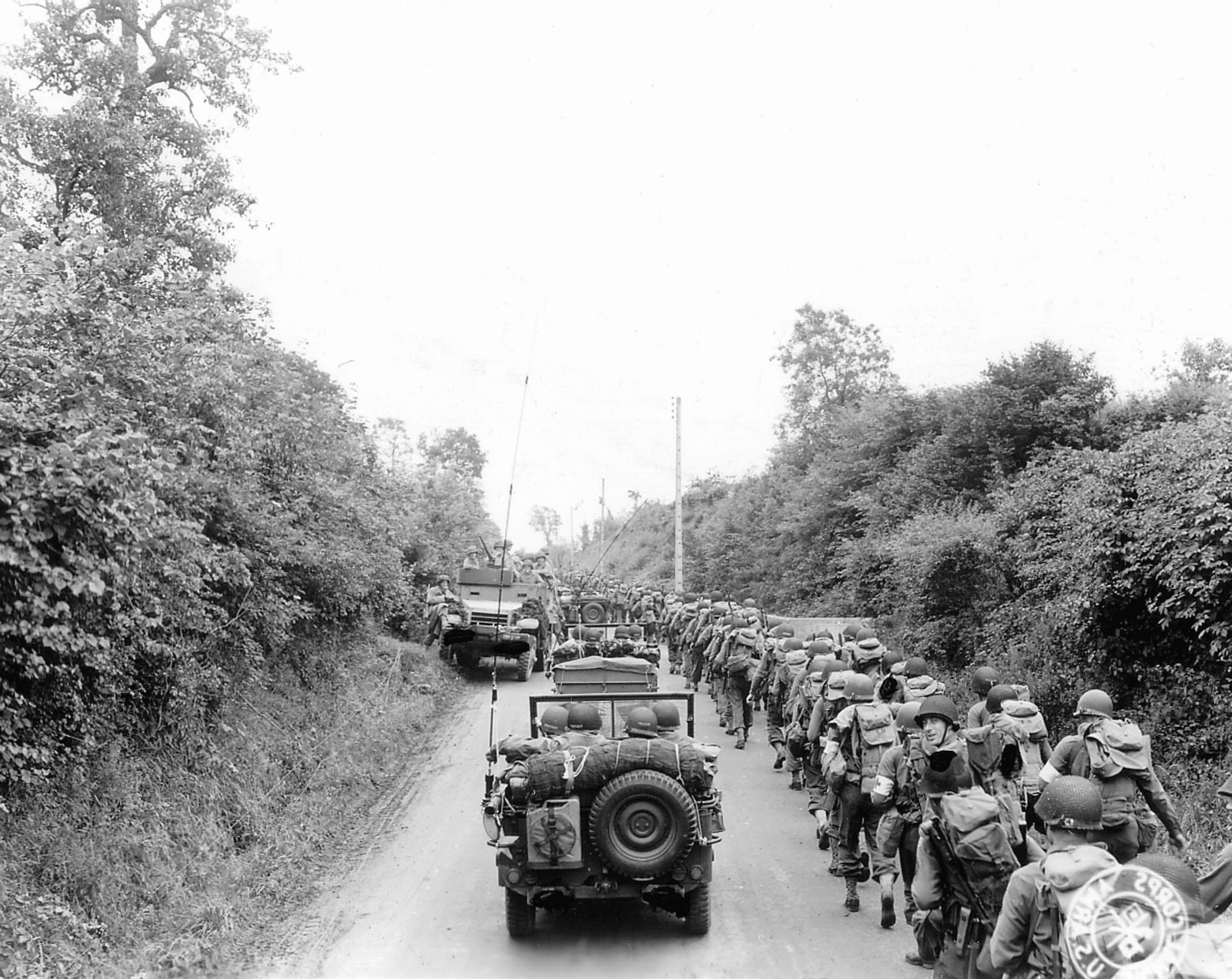
Concentrarea trupelor americane înaintea luptei pe frontul de lângă Saint-Lô, iunie 1944

O operațiune militară este o acțiune (militară) coordonată de un stat ca răspuns la o situație în curs de dezvoltare. Această acțiune este concepută cu ajutorul unui plan militar pentru a rezolva situația în favoarea statului în cauză. Operațiunile pot fi de luptă sau non-combatante, și sunt menționate cu un nume de cod (în scopuri de securitate). Operațiunile militare sunt adesea cunoscute pentru numele lor mai general acceptat, de utilizare, decât obiectivele lor reale de funcționare.

## Vezi și
- Listă de operațiuni militare fr